# Севастьянов, Степан Афанасьевич
Степан Афанасьевич Севастьянов (27.12.1902 — 18.04.1968) — советский военный деятель, командир танковой бригады.

## Начальная биография
Родился 27 декабря 1902 года в селе Большая Чесноковка Елшанской волости Самарского уезда Самарской губернии. Русский.
Образование. Окончил Крымскую кавалерийскую школу в городе Симферополь (1925), хозяйственные курсы САВО Ташкент (1928), Московские КУКС мотомеханизированных войск (1932), Ленинградские бронетанковые КУКС (1933), академические КУОС при Военной академии механизации и моторизации (1950).
Член ВКП(б) с 1931 года.

## Военная служба
С июля 1921 по август 1925 года - курсант Крымской кавалерийской школы (г. Симферополь).
С августа 1925 года - командир взвода в 44-м и Узбекском кавалерийских полках, командир взвода, пом. начальника и начальник хозяйственного довольствия полка, врид помощника командира полка в 83-м кавалерийском полку, начальник боепитания 4-го механизированного дивизиона 4-й кавалерийской дивизии, командир 4-й отдельной танковой роты, начальник штаба 204-го отдельного танкового батальона, начальник 41-го автодепо, начальник штаба 10-го отдельного танкового полка, заместитель командира 17-го танкового полка, командир 105-го танкового полка 53-й танковой дивизии (Туркестанский фронт, с 1926 года - Среднеазиатский военный округ).

### Великая Отечественная война
Начало Великой Отечественной войны встретил в занимаемой должности. С 10 июля 1941 года - командир 210-го танкового полка 105-й отдельной танковой дивизии, в составе 43-й и 24-й армий Резервного фронта участвовал в Смоленском сражении. С октября 1941 года - заместитель командира 145-й танковой бригады, входившей в состав 16-й и 20-й армий Западного фронта. Участвовал в Можайско-Малоярославецкой оборонительной, Клинско-Солнечногорских оборонительной и наступательной операциях, в декабре был ранен. С 10 января 1942 года временно командовал бригадой в составе оперативной группы генерал-майора т/в Ф. Т. Ремизова. Участвовал в прорыве подготовленной обороны противника на р. Лама и его преследовании на гжатском направлении. Приказом НКО № ? от 31.03.1942 года - командир 164-й танковой бригады, формировавшейся в Приволжском ВО. С 7 мая 1942 года - ид командира 184-й танковой бригады, формировавшейся в Горьковском АБТЦ. Приказом НКО № 03647с от 19.05.1942 г. утверждён в должности. Воевал на Калининском фронте в составе 3-й ударной армии, участвовал в Великолукской операции. С августа 1943 года - командовал отдельным учебным офицерским полком БТи МВ Красной армии.

### Послевоенная карьера
С июня 1946 года командир 34-го учебного танкового полка в Московском военном округе. С апреля 1947 года - командир учебного танкового полка Ленинградской высшей офицерской бронетанковой школы. С февраля 1951 года - зам. командира 10-й танковой дивизии 7-й механизированной армии. С января 1954 года военный советник командира механизированной дивизии Войска Польского.
Уволен в запас в январе 1956 года (по болезни). Умер в 1968 году.

## Награды
- Орден Ленина (05.11.1946)[7]
- три ордена Красного Знамени (12.04.1942, 03.11.1944, 19.11.1951)[8]
- орден Отечественной войны I степени (15.07.1943)[9]
- Медаль «XX лет РККА» (1938)
- Медали: «За оборону Москвы» (01.05.1944)[10], «За победу над Германией в ВОВ 1941—1945 гг.» (09.05.1945), «В память 800-летия Москвы» (1947), «30 лет Советской Армии и Флота» (1948), «40 лет Вооруженных Сил СССР» (1958).

## Память
- На могиле установлен надгробный памятник
- Его имя увековечено в Главном Храме Вооружённых сил России, и навсегда запечатлено на мемориале «Дорога памяти»